# Информациони рат
Информациони рат обухвата активности уперене против знања и система вредности одређене земље или организације. Због пропагандних делатности често се ова врста ратовања повезује са психолошким ратовањем.

## Информационе операције
Информационе операције су планирана деловања за пренос одабраних информација на страно становништво како би се утицало на њихове осећаје и објективно расуђивање, и самим тим и на понашање страних влада, организација и друштва. Сврха информационих операција је подстаћи или појачати стране ставове и понашање погодне за постизање политичких и војних циљева иницијатора информационих операција. У тим операцијама се често користе и пропагандне методе из подручја психолошког ратовања па се такве операције често називају и информационо-пропагандне активности.
Пример такве операције може се наћи при употреби термина палестинска држава коју је око 1964. године користио ПЛО, иако тај назив службено никада није постојао, а означавао је не-јеврејску, тј. не-израелску земљу. У тој операцији је важно било пустити одређену информацију у оптицај. Након тога су је прво почели користити новинари, затим јавно мњење, а на крају и политичари.

## Интернетско ратовање
Интернетско ратовање је подврста информационог ратовања, која се одвија у сајберспејсу. На сајберспејс може утицати било која група која поседује рачунаре који се могу повезати у постојеће рачунарске мреже. Интернет напади неке групе могу бити усмерени на намерно убацивање дезинформација на неке интернетфоруме, енциклопедије, блогове и web странице сличног карактера или могу бити строго усмерени према мрежној саботажи тј. интернет тероризму.

## Интернет тероризам
Интернет тероризам представља терористичко деловање коришћењем интернет ресурса. Упадом у осетљиве рачунарске мреже или веб-портале непријатељских влада. Честа мета су веб-портали и мреже аеродрома, војних установа, владе, железнице и др. државних установа, којима се може изазвати хаос и паника у становништву и на тај начин нанети штета циљаној држави.
Многе светске владе су препознале уништавање компјутерских система или ометање електронског пословања у некој држави, сметњи рада владе, банака, али и нуклеарних постројења, као кључан део ратовања у будућности.
У пролеће 2007. банке, владине агенције и политичке странке у Естонији нападнуте су, Естонци тврде, од стране Русије. Позната по свом електронском пословању, Естонија је била накратко у потпуности без интернет комуникације и постала тако прво поприште ИТ рата. Осим у Естонији, такви су напади забележени и на Грузију 2008. године, у јеку сукоба с Русијом, а и у Киргистану.
Немачке су обавјештајне службе пријавиле сајбер нападе из Кине на неколико немачких министарстава и владу у покушају да се открију поверљиве информације. Наводно су 2007. кинески хакери постали тако упорни у својим покушајима индустријске шпијунаже да је канцеларка Ангела Меркел отворено затражила од кинеских дипломата за време њихове посете Немачкој да се са тим престане.
Компјутерске мреже су најрањивија инфраструктура и зато би могле бити главна мета терориста, тврде и амерички стручњаци који већ годинама упозоравају на могући “електронски Перл Харбор”, “дигитални 11. септембар” или “Сајбергеддон”.
Немачка влада је у међувремену одобрила нацрт закона којим би се појачала сигурност државних информација и комуникацијских канала о којем ће ускоро расправљати Бундестаг.
Веб портали државних органа Србије често су последњих година били мета напада албанских интернет терориста. Најпознатија група албанских сајбер терориста представља се именом КХГ - (енгл. Kosovo Hacking Group - Косовска хакерска група).